# Bombarde (Schiffstyp)

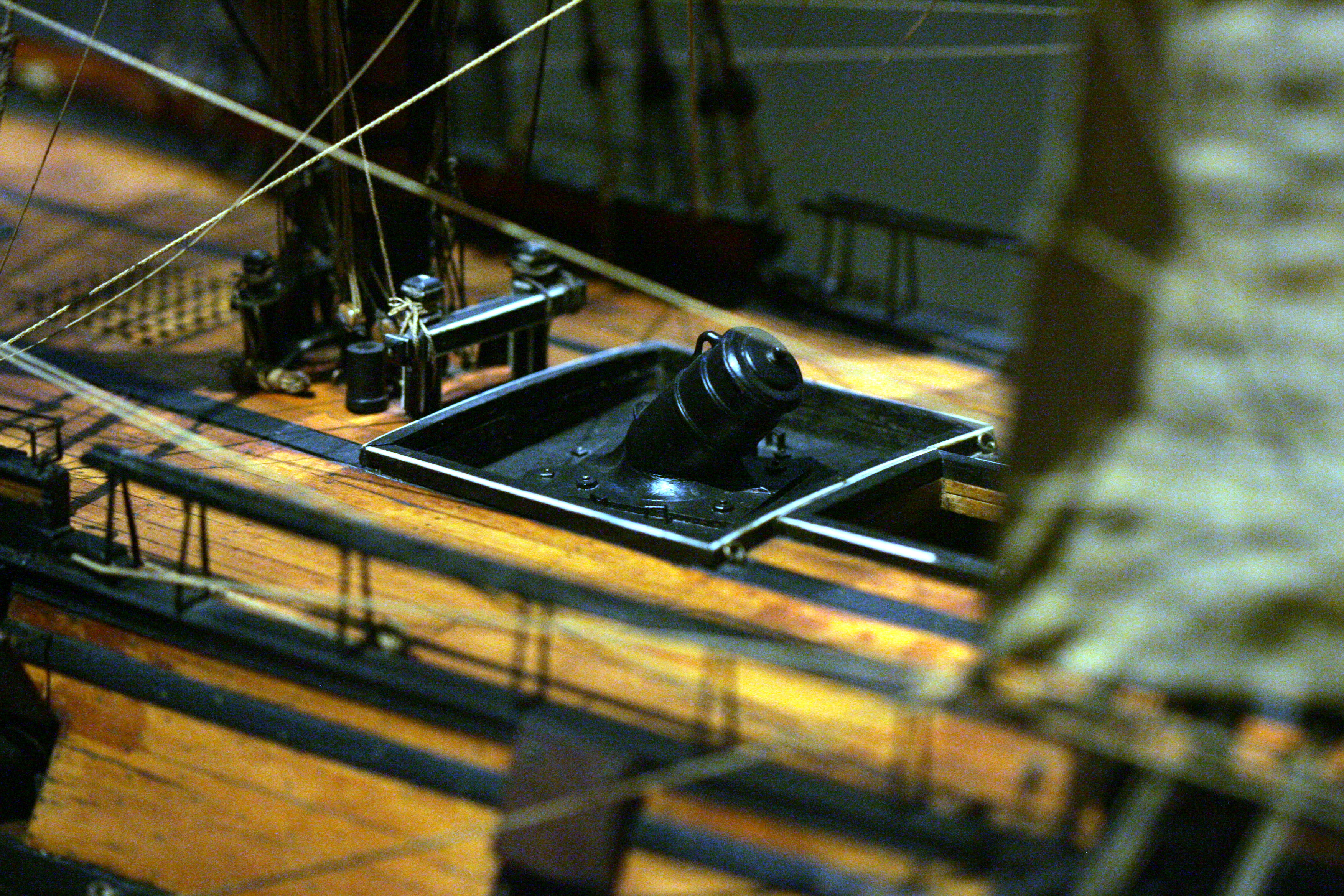
Modell eines Mörsers an Bord der Foudroyante, einer Bombarde des 18. Jahrhunderts

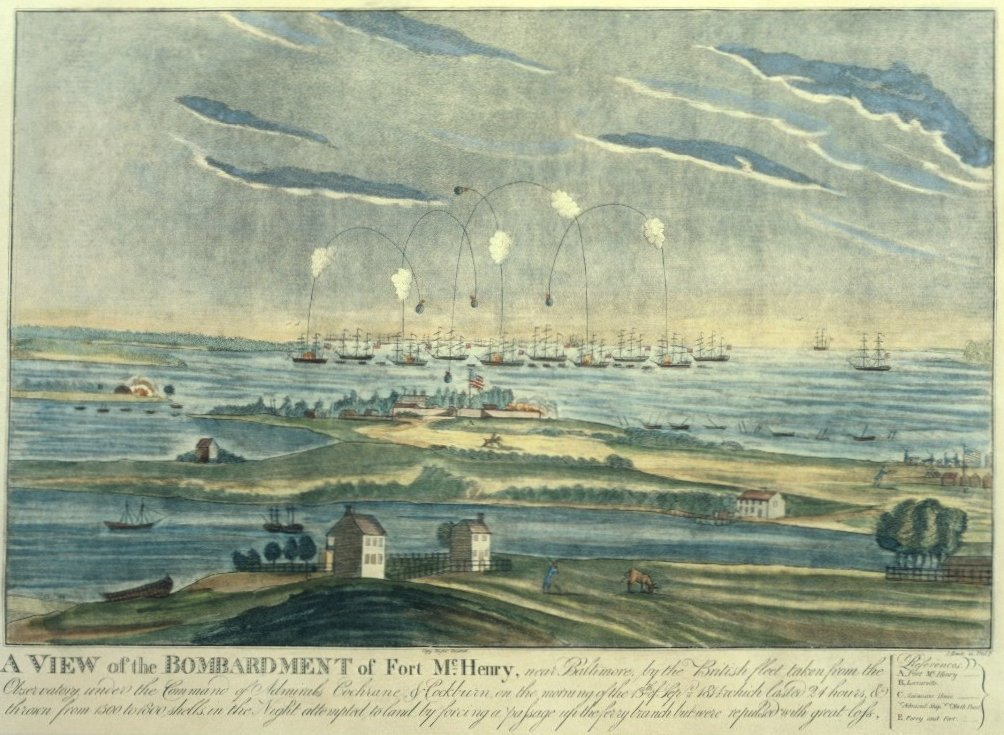
Bombarden beschießen Fort McHenry während der Schlacht von Baltimore 1814

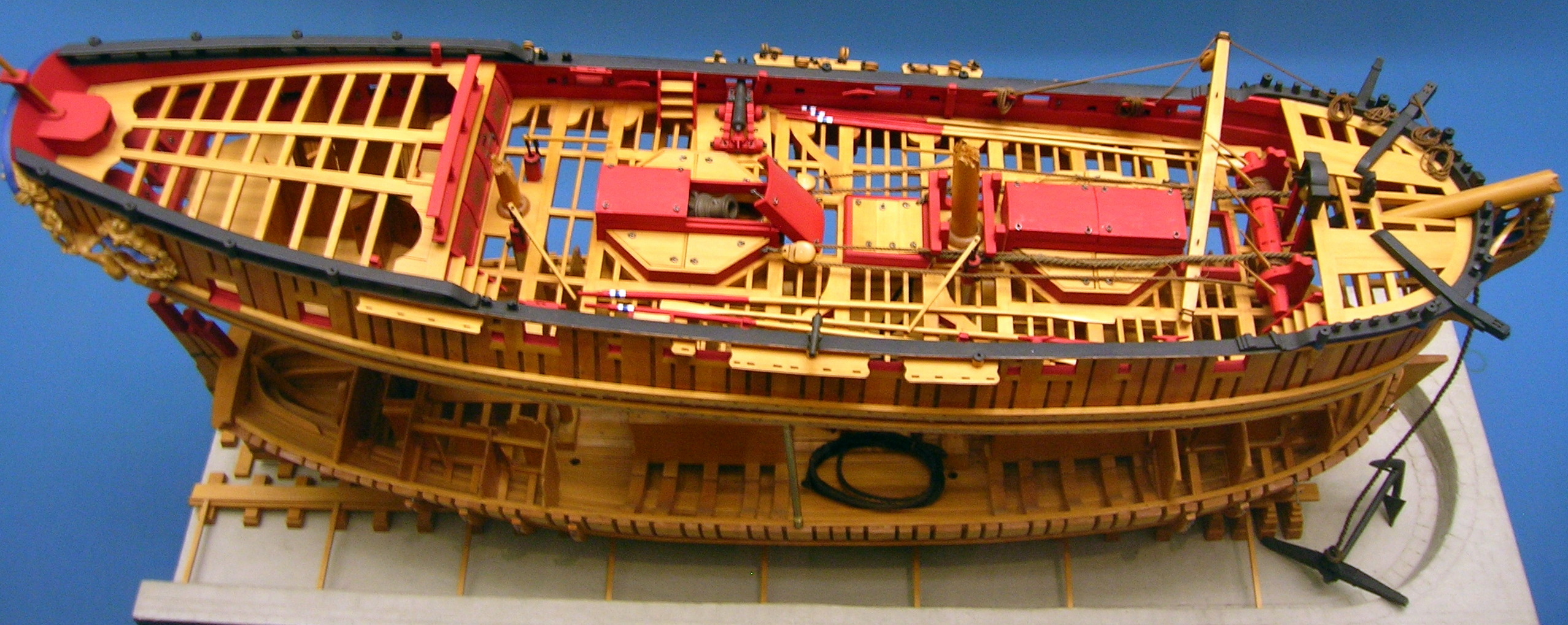
Rumpfmodell von 1742 aus dem National Maritime Museum, Greenwich

Bombarden oder Mörserschiffe (engl. bomb vessel, frz. galiote à bombe) waren mit (meist zwei) schweren Mörsern ausgerüstete Segelschiffe, die dazu dienten, Küstenbefestigungen zu zerstören oder Küstenstädte in Brand zu schießen.

## Geschichte
Die erste galiote à bombe soll 1682 von Bernard Renau d’Elicagaray auf der Basis der niederländischen Galiot entworfen und gebaut worden sein (siehe Foudroyante-Klasse), doch zuvor wurden ähnliche Schiffe vermutlich schon im Mittelmeerraum eingesetzt. 1442 belagerte und eroberte Alfons V. Neapel mit Hilfe von Galioten, die große Steine schleuderten.
Die ersten Mörserschiffe waren als Zweimaster oder Anderthalbmaster ketschgetakelt. Sie waren 30 bis 40 Meter lang und verdrängten im 17. Jahrhundert 120 bis 140, im 18. etwa 300 bis 400 Tonnen. In der Royal Navy waren sie meist als Sloops klassifiziert. Sie waren jedoch nicht als klassische einmastige Sloop nur mit Fock und Großsegel, sondern als Ketsch getakelt. Besonders in den Kriegen 1688–97 und 1701–1713 verfügte die Niederländische Flotte über viele Bombardiergalioten. Ab Mitte des 18. Jahrhunderts setzte sich wegen besserer Handhabbarkeit das Vollschiffsrigg durch, vor allem in Form der Bombardierfregatte, die nicht nur nach vorne, sondern wegen ihrer Größe und Stabilität auch zur Seite feuern konnte.
Als nach den napoleonischen Kriegen die Artillerie weiterentwickelt wurde und nun auch Kanonen effektiv Granaten auf Landziele verschießen konnten, bestand kein militärischer Bedarf mehr an seegehenden Mörserschiffen, vor allem weil die Treffgenauigkeit von Mörsern bei Seegang zu gering war.

## Bauliche Besonderheiten
Zunächst verwendeten die Galioten relativ kleine Geschütze (4- oder 6-Pfünder). Mit zunehmendem Gewicht und Rückstoß der Mörser (bis zu 24-Pfünder) mussten besondere bauliche Vorkehrungen für deren Aufnahme und für die besondere Kampfweise getroffen werden. Bei der französischen Galiote, deren Schiffsboden besonderes flach war, um eine optimale Annäherung an Land zu ermöglichen, stand der große Mast noch hinter dem Mittelpunkt des Schiffs, so dass zwischen diesem Mast und dem Bugspriet ein großer Raum für die Aufstellung von zwei zum Bug hin ausgerichteten Mörsern blieb, mit denen pulvergefüllte Hohlkugeln verschossen wurden, die vor Abschuss über eine Brandröhre gezündet werden konnten. Die Galioten lagen im Einsatz offensichtlich immer vor Anker.
Bei den größeren britischen Bombardierfregatten waren zwei Mörser hintereinander angebracht. Bei ihnen wurde zur Bettung der mittels eines Bolzens in gewissem Umfang drehbaren Lafetten der Mörser das Deck nicht nur verstärkt, sondern durch mehrere Unterdeckstützen oder spantenähnliche Konstruktionen (Katsporen) getragen. Als Vorstag diente meist eine Kette, die nicht in Brand geraten konnte. Die Wanten und Pardunen mussten besonders steif sein, damit die Masten nicht zu sehr erschüttert wurden. Auch die in den Niederlanden im 18. Jahrhundert entworfenen Fregatten wiesen technische Merkmale englischer Schiffe auf.
Infolge ihrer starken Rumpfkonstruktion wurden Bombardierfregatten auch bei der Erkundung des nördlichen Polarmeers eingesetzt, da sie dem Eisdruck gut widerstanden. 1770 unternahmen die Bombarden Racehorse und Carcass eine solche Expedition, an der auch der junge Horatio Nelson teilnahm. Die Bombarden Terror, die 1814 an der Beschießung Baltimores beteiligt war, und Erebus wurden nach ihrer militärischen Außerdienststellung mit Dampfmaschinen ausgerüstet und nahmen an der Ross-Expedition und an der gescheiterten Franklin-Expedition teil.

## Bombarde (Auswahl)

### Frankreich
- Foudroyante-Klasse – Dienstzeit 1682 bis 1695
- Ardente-Klasse – Dienstzeit 1727 bis 1786
- Salamandre-Klasse (I) – Dienstzeit 1735 bis 1746
- Salamandre-Klasse (II) – Dienstzeit 1754 bis 1786

### Großbritannien
- Salamander-Klasse – Dienstzeit 1730 bis 1748
- Infernal-Klasse – Dienstzeit 1757 bis 1782
- Discovery (1789) – Dienstzeit Bombarde 1799 bis 1818
- Meteor (1828) – Dienstzeit Bombarde 1823 bis 1832

### Russland
- Grom (1699) – Dienstzeit 1699 bis 1710
- Donder-Klasse – Dienstzeit 1752 bis 1780
- Perum-Klasse – Dienstzeit 1780 bis 1803